# UFC Ultimate Fight Night 5
Ultimate Fight Night 5  è stato un evento di arti marziali miste tenuto dalla Ultimate Fighting Championship il 28 giugno 2006 all'Hard Rock Hotel and Casino di Las Vegas, Stati Uniti.

## Retroscena
L'evento è principalmente noto per il fatto che vide il debutto di Anderson Silva, lottatore che dominerà la categoria dei pesi medi negli anni a seguire e che verrà indicato da molti come il lottatore pound for pound più forte del mondo a cavallo tra gli anni 2000 e gli anni 2010.

## Risultati

### Card preliminare
- Incontro categoria Pesi Medi:  Justin Levens contro  Jorge Santiago

Santiago sconfisse Levens per KO (ginocchiata) a 2:13 del primo round.
- Incontro categoria Pesi Mediomassimi:  Kristian Rothaermel contro  Rob MacDonald

MacDonald sconfisse Rothaermel per sottomissione (armbar) a 4:01 del primo round.
- Incontro categoria Pesi Welter:  Thiago Alves contro  Jon Fitch

Fitch sconfisse Alves per KO Tecnico (calcio dal basso e pugni) a 4:37 del secondo round.
- Incontro categoria Pesi Mediomassimi:  Jason Lambert contro  Branden Lee Hinkle

Lambert sconfisse Hinkle per KO Tecnico (stop dell'arbitro) a 5:00 del primo round.
- Incontro categoria Pesi Welter:  Josh Koscheck contro  Dave Menne

Koscheck sconfisse Menne per decisione unanime (30–27, 30–27, 29–28).

### Card principale
- Incontro categoria Pesi Welter:  Jonathan Goulet contro  Luke Cummo

Goulet sconfisse Cummo per decisione di maggioranza (30–27, 30–27, 29–29).
- Incontro categoria Pesi Leggeri:  Mark Hominick contro  Jorge Gurgel

Hominick sconfisse Gurgel per decisione unanime (29–28, 29–28, 29–28).
- Incontro categoria Pesi Mediomassimi:  Stephan Bonnar contro  Rashad Evans

Evans sconfisse Bonnar per decisione di maggioranza (30–27, 29–28, 29–29).
- Incontro categoria Pesi Medi:  Chris Leben contro  Anderson Silva

Silva sconfisse Leben per KO (ginocchiata) a 0:49 del primo round.